# North Ronaldsay Firth
North Ronaldsay Firth är en flodmynning i Storbritannien.   Den ligger i kommunen Orkneyöarna och riksdelen Skottland, i den norra delen av landet, 900 km norr om huvudstaden London.